# Vicent Todolí Cervera
Vicent Todolí Cervera (Palmera, País Valencià, 1958), és un historiador de l'art i comisari d'exposicions valencià. És llicenciat en Geografia i Història en l'especialitat d'Història de l'Art per la Universitat de València, amb estudis de postgrau a la Universitat Yale i Nova York. Va ser cap de conservació i director artístic de l'IVAM de 1988 fins a 1996. El 2002 va ser nomenat director de la Tate Modern de Londres on va treballar fins a juny de 2010.
Va obtenir un Premi GAC el 2012 dels Galeristes de Catalunya.
El 2014 va ser impulsor de la Fundació Todolí Citrus a Palmera.